# Ligne de Lutterbach à Rixheim
La ligne de Lutterbach à Rixheim, aussi appelée contournement fret de Mulhouse, est une ligne de chemin de fer française du Haut-Rhin. Elle relie les gares de Lutterbach et de Rixheim. 
Elle constitue la ligne no 125 000 du réseau ferré national.

## Historique
La section de Lutterbach à Mulhouse-Nord (3,79 km) est ouverte le 1er novembre 1885.
La section de Mulhouse-Nord à Rixheim (7 km) est mise en service le 1er mai 1899.
Certains TGV effectuant des missions transversales Nord-Sud sur l'axe Rhin-Rhône évitent de rebrousser chemin en gare de Mulhouse-Ville en passant par la gare de Mulhouse-Nord, notamment sur les trajets Strasbourg-Lyon et Strasbourg-Marseille. 